# Aleksander Michał Lubomirski
Aleksander Michał Lubomirski książę herbu Szreniawa bez Krzyża (ur. w 1614, zm. 8 grudnia 1677 roku) – wojewoda krakowski w latach 1668–1677, koniuszy koronny w 1645 roku, podczaszy królowej w 1641 roku, starosta niepołomicki, rycki, lubaczowski, sandomierski w 1636 roku, zatorski w 1639 roku, płoskirowski w 1646 roku, starosta perejasławski od 1668 roku, starosta lipnicki w 1664 roku, starosta grybowski w latach 1628-1636, dworzanin królewski w 1635 roku.
Poseł sejmiku proszowickiego na sejm ekstraordynaryjny 1635 roku, poseł sejmiku opatowskiego na sejm ekstraordynaryjny 1642 roku. Poseł na sejm 1638 roku, sejm 1639 roku, sejm 1641 roku, sejm 1643 roku, sejm 1646 roku.
Był podczaszym królowej od 1643 roku, koniuszym wielkim koronnym od 1645 roku, wojewodą krakowskim od 1668 i starostą sandomierskim i bydgoskim. Poseł na sejm koronacyjny 1649 roku z województwa sandomierskiego. Poseł na sejm 1649/1650 roku z sejmiku opatowskiego województwa sandomierskiego.
Poseł sejmiku opatowskiego na sejm 1659 roku i sejm 1661 roku.
Był członkiem konfederacji generalnej zawiązanej 31 lipca 1648 roku. Podpisał pacta conventa Jana II Kazimierza Wazy w 1648 roku. Wyznaczony komisarzem do rady wojennej w 1648 roku. Na sejmie abdykacyjnym 16 września 1668 roku podpisał akt potwierdzający abdykację Jana II Kazimierza Wazy. Po abdykacji Jana II Kazimierza (1668) popierał jako kandydata do polskiej korony palatyna reńskiego Filipa Wilhelma. Był elektorem Michała Korybuta Wiśniowieckiego w 1669 z województwa krakowskiego. Był członkiem konfederacji malkontentów w 1672 roku. Był deputatem z Senatu do Rady Wojennej przy królu w 1673 roku. Elektor Jana III Sobieskiego z województwa krakowskiego w 1674 roku, podpisał jego pacta conventa.
Był właścicielem dwóch zamków, w Wiśniczu i Rzemieniu, 3 miast, 120 wiosek, 57 folwarków i 7 starostw.

## Wywód przodków
| 4. Sebastian Lubomirski |  |                         |  |  |                                 |
|                         |  | 2. Stanisław Lubomirski |  |  |                                 |
| 5. Anna Branicka        |  |                         |  |  |                                 |
|                         |  |                         |  |  | 1. Aleksander Michał Lubomirski |
| 6. Aleksander Ostrogski |  |                         |  |  |                                 |
|                         |  | 3. Zofia Ostrogska      |  |  |                                 |
| 7. Anna Kostka          |  |                         |  |  |                                 |
|                         |  |                         |  |  |                                 |